# Mia Rose
Maria Antónia Teixeira Rosa, meglio conosciuta come Mia Rose (Wimbledon, 26 gennaio 1988), è una cantautrice e youtuber britannica naturalizzata portoghese, diventata famosa grazie al sito YouTube con il nome di Miaarose.
Con oltre 65 000 iscrizioni nel luglio 2007, 87 526 al 18 novembre 2007 e 146 295 al 17 settembre 2008, è la quarta artista musicale britannica per numero di iscrizioni su YouTube. È apparsa in riviste come Rolling Stone, e in giornali come The Sun e The age, oltre che in stazioni radio come il podcast di BBC Radio.
Mia Rose ha anche lavorato come modella per un'agenzia chiamata Young Faces of London (Giovani volti di Londra) prima di lasciare la Gran Bretagna per il Portogallo durante l'adolescenza.
Secondo la sua pagina su MySpace, solitamente abita a New York, Stati Uniti d'America. Ha anche registrato la sua prima canzone, Hold Me Now, che ha pubblicato sulla sua pagina di MySpace.
Il 4 aprile 2007, ha firmato un contratto con la NextSelection Lifestyle Group di Ryan Leslie.
Mia parla inglese e portoghese.

## Uscita da Nextselection
Dal settembre 2008, Mia ha lasciato l'etichetta discografica NextSelection.

## Cherry Entertainment
Dopo aver lasciato Nextselection, Mia ha firmato un nuovo contratto con l'etichetta portoghese "Cherry Entertainment".

## Discografia

### Singles
| Singolo           | Anno | Portoghese Chart |
| ----------------- | ---- | ---------------- |
| Let Go(Let me go) | 2009 | 2                |